# Biblia płocka
Biblia płocka – spisany na pergaminie, ilustrowany w stylu romańskim, kodeks łacińskiej Wulgaty. Powstał w pierwszej połowie XII wieku. Zawiera księgi Pisma Świętego z komentarzami oraz zapiski liturgiczne. Jest przechowywany w Muzeum Diecezjalnym w Płocku (Ms. perg. nr 2).

## Historia kodeksu
Rękopis powstał we Francji, a najprawdopodobniej w walońskich Niderlandach. Prawdopodobną podstawą kodeksu była rewizja Wulgaty dokonana przez Alkuina w końcu VIII wieku . Nim otrzymał nazwę „Biblia płocka” był opisywany jako „Pismo św.”, a następnie stał się znany jako „Pismo Święte w Wulgacie”. Manuskrypt Wulgaty do Płocka przywiózł prawdopodobnie biskup Aleksander z Malonne, pochodzący z okolic Liège .
Biskup Aleksander kierował diecezją w latach 1129–1156. Z okresu tego pochodzi łacińska notatka zapisana w roku 1148, zamieszczona na folio 239 verso na marginesie kodeksu: Anno ab INcaRNaTIONE d[omi]Ni MILL[esimo]. c[entesimo]. XLVIII. epacta. XXViii. c[on] currente liii Indictione:.XI. anno c[om]muni... Wprowadza ona opis dwóch nadprzyrodzonych wydarzeń, jakie miały mieć miejsce w płockiej katedrze Wniebowzięcia Najświętszej Marii Panny . Pierwszy dotyczył cudownego uzdrowienia przez Matkę Najświętszą sparaliżowanej dziewczynki o imieniu Wojucha, drugi uratowania przed zniszczeniem relikwiarza (w postaci strusiego jaja), zawieszonego pod drewnianym stropem katedry, który oderwał się i spadał na ziemię – miał go pochwycić „scholaris Zacharyas”. Opis cudów uzupełnia informacja o odnalezieniu w zakrystii katedry relikwii ponad czterdziestu świętych – apostołów Piotra i Pawła, św. Wawrzyńca i św. Wincentego, a także relikwii związanych z Męką Pańską: wieńca cierniowego Zbawiciela i nieszytej Jego tuniki .
Biblia była wykorzystywana jeszcze w XV wieku, o czym świadczy ponowne jej oprawienie. Kres jej użytkowaniu mogły przynieść wojny ze Szwecją, kiedy to cenny rękopis został ukryty wraz z innymi skarbami katedry płockiej.
Do 1903 roku kodeks, wraz z innymi manuskryptami biblioteki katedralnej, był przechowywany na strychu północnej wieży tejże. Wtedy to zasoby rękopiśmiennicze przeniesiono do nowo powstałego Muzeum Diecezjalnego. Biblia płocka była eksponowana w witrynie muzealnej, w związku z czym nie przeniesiono jej (jak i 12 innych, wizualnie atrakcyjnych rękopisów) do otwartej 23 kwietnia 1928 roku biblioteki Seminarium Duchownego w Płocku. Przed 1939 rokiem kodeks został przeniesiony do Archiwum Diecezjalnego.
Jeszcze w 1939 roku, 9 grudnia, Seminarium Duchowne w Płocku zostało zamknięte przez władze okupacyjne. W styczniu pojawiła się w nim trójosobowa komisja w składzie: dr Kurt Forstreuter, dr Carl Diesch i dr Max Hein. W związku z decyzją Schutzstaffel o wykorzystaniu budynku seminarium jako kwatery dowództwa, naukowcy ustalili przeniesienie zasobów rękopiśmienniczych do Królewca. Sam transport zorganizowany został przez SS, przy czym według naocznego świadectwa, załadunek przeprowadzali zmuszeni do tego Żydzi. Manuskrypty przewieziono samochodem do stacji kolejowej w Sierpcu, skąd koleją dotarły do miejsca docelowego. Według Kurta Forstreutera miało do tego dojść pod koniec kwietnia 1940 roku, zaś relacja naocznego świadka mówi o wiośnie roku 1941. O pozyskaniu Biblii płockiej napisała gazeta Südostpreußische Tageszeitung z 26 sierpnia 1941 roku. Powołując się na relacje dr. Diescha, dziennikarz informował o odnalezieniu najstarszej Biblii niemieckiego pisarza, która ma dowodzić niemieckich wpływów w Mazowszu.
W związku z niemożliwością obrony Królewca pod koniec marca 1945 roku rozpoczęto ewakuację Uniwersytetu Albrechta, wraz z jego drogocennymi rękopisami, wśród których Biblia płocka została uznana za najcenniejszy. Transport, nadzorowany przez Carla Diescha, wyruszył koleją do Piławy, a następnie drogą morską do Kilonii. Stamtąd manuskrypty przewieziono do Rendsburga, gdzie tymczasowo przeniesiono uczelnię. W 1947 roku, wraz z innymi pozostałościami po uniwersytecie, Biblia płocka trafiła do Getyngi.
Kodeksem zainteresowano się ponownie w 1957 roku. Dr Kurt Forstreuter, pełniący wówczas funkcję kuratora Staatliches Archivlager Göttingen, sporządził 30 lipca notatkę, w której sugerował przebadanie rękopisu przez profesora historii sztuki Heinza Rosemanna. Co do kwestii zwrotu zabytku Polakom, historyk sugerował dokonanie wymiany za przedmioty zajęte przez nich na dawnych ziemiach niemieckich. Zaznaczał przy tym, iż Biblia nie została zrabowana, a jedynie zabezpieczona poprzez przeniesienie do Królewca. Rektor Uniwersytetu w Getyndze profesor Werner Weber poinformował o drogocennym manuskrypcie Auswärtiges Amt (Urząd Spraw Zagranicznych) RFN. W nocie z 3 sierpnia zalecał przekazanie odziedziczonego po Uniwersytecie Albrechta kodeksu za pośrednictwem struktur kościelnych. Ministerstwo zainteresowało się Biblią płocką w 1959 roku, zalecając rektorowi Otto Weberowi specjalną opiekę nad manuskryptem (przechowywanym wówczas w uniwersyteckim skarbcu), który Republika Federalna Niemiec planowała oddać władzom Polskiej Rzeczypospolitej Ludowej. Władze uczelni podtrzymywały wolę zwrotu zabytku z pominięciem struktur państwowych. Ostateczna decyzja zapadła w 1977 roku. Prorektor Hans-Jürgen Beug przekazał kodeks w Płocku 13 września 1978 roku biskupowi Bogdanowi Sikorskiemu. W 1979 roku Biblia płocka została wystawiona dla zwiedzających w Muzeum Diecezjalnym w Płocku.
Od tego czasu jest czasowo eksponowana w siedzibie Muzeum Diecezjalnego .
Pierwszym opracowaniem naukowym Biblii płockiej była praca Mathiasa Bersohna z 1899 roku. Ponieważ jednak jego autor nie badał rękopisu osobiście, opis ten zawiera wiele błędów (autor mylnie podaje rozmiar kart, nieprawidłowo podaje numerację notatki o cudach oraz popełnia inne błędy merytoryczne). W latach 1934 i 1937 kodeks badał Adam Vetulani. Liczne badania prowadzono po zwrocie rękopisu do Płocka.

## Opis
Kodeks zawiera 270 zachowanych kart spisanych na pergaminie . Manuskrypt jest niekompletny, zaczyna się od Księgi Izajasza 1,1b . Karty kodeksu mają wymiary 44×36 cm. Księgi biblijne są dzielone na rozdziały, przy czym numeracja została dodana w XV wieku .
Nie zachowała się pierwotna okładka manuskryptu. Obecna, dobrze zachowana, powstała około roku 1457, o czym świadczył kolofon na ostatniej, niezachowanej, 271. karcie. Została ona usunięta po 1941 roku. Okładka ta wykonana jest z dębowego drewna, uszkodzonego przez drewnojady. Deski mają 10–15 mm grubości oraz wymiary: przednia – 543–545×360–365, zaś tylna – 540–545×360. Zostały one oprawione w pergamin w kolorze naturalnym, podobny do pergaminowych kart kodeksu. Pozbawione są okuć i dekoracji, choć prostokątne obramowanie i dzielący je linie wyryte na wierzchniej stronie, świadczą o niezrealizowanym planie ozdobienia okładki symbolami czterech ewangelistów. Biblię łączyły cztery paski ze skóry, grube na 3 mm i szerokie na 19–20. Dodatkowo zapinki na dwóch skórzanych paskach zapobiegały odkształceniu się kart. Zostały one jednak odcięte, przez co obecnie grubość księgi waha się od 100 mm przy grzbiecie, do 150 przy otwarciu księgi.
Rękopis składa się z 35 niejednakowych składek: 32 kwaternionów i 3 kwinternionów, pierwotnie prawdopodobnie było ich więcej. Brakuje też części kart z zachowanych składek – w szczególności z początkowej pozostała tylko jedna. Karty zawierają numerację naniesioną ołówkiem prawdopodobnie w XIX wieku, przy czym po karcie o numerze 189 następuje przeskok do 200. Dodatkowo na 7 kart naniesiono – przypuszczalnie w Królewcu, podczas II wojny światowej – przy pomocy numeratora alternatywną paginację. Karty kodeksu różnią się znacznie gładkością i grubością. Najstaranniej wyprawione są karty 202–238, na których zapisano Psałterz i Ewangelie. Najgrubszą kartą jest doszyta f.239, na której sporządzono zapiski o cudach – ma ona 0,44 mm grubości, podczas gdy pozostałe mieszczą się zwykle w przedziale 0,11–0,25 mm.

## Treść

### Zapiski liturgiczne
Zapiski liturgiczne znajdują się na kartach 238–240, przedzielone zostały o notatki o cudach. Pierwsza, większa ich część została spisana na karcie 238 i recto 239. Zajmują 235 wersów rozpisanych w 5 kolumnach. Tekst zapisek stanowią wybrane czytania matutunum przeznaczone na Triduum Paschalne. Pochodzą one z Enarrationes in Psalmos autorstwa Augustyna z Hippony oraz z Listów Apostolskich ze standardowego wówczas wydania Wulgaty. Na kolejne dni Triduum zapisane są następujące lekcje:
- Wielki Czwartek: 4–6 – objaśnienia do Psalmu 63, 2–4; 7–9 – czytanie z 1 Kor 111, 20–32,
- Wielki Piątek: 4–6 – objaśnienia do Psalmu 63, 5–11; czytanie z Hbr 4, 11–5, 14,
- Wielka Sobota: 4–6 – objaśnienia do Psalmu 63, 13–15.

Lekcje 7–9 na Wielką Sobotę, prawdopodobnie również z Listu do Hebrajczyków, pominięto – zdaniem Cegłowskiego i Leszkowicza – z braku miejsca na karcie. W przypadku zaś starotestamentowych lekcji 1–3 na wszystkie dni, historycy wyjaśniają ich nieobecność tym, że sam Stary Testament został już w tym rękopisie umieszczony.
Zapiski umieszczone za notatką o cudach zostały zapisane w 118 wersach rozłożonych na 3 kolumny.
Zapiski są bardzo chaotyczne pod względem tematyki. kolejno poruszane są następujące kwestie:
- introit i spowiedź powszechna,
- chór katedry,
- procesja z ewangeliarzem,
- godziny kanoniczne i ich odprawianie,
- dobór czytań w okresie Wielkiej Nocy,
- aspersja,
- dobór czytań w święta św. Filipa i Jakuba, Znalezienia Krzyża Świętego, na dzień Litanii Większej oraz na matutunum Pięćdziesiątnicy,
- pryma,
- dobór czytań na święto św. Andrzeja, adwent, Boże Narodzenie, Święto Świętych Młodzianków, Męczenników, Objawienie Pańskie, Oczyszczenie Najświętszej Marii Panny i na Siedemdziesiątnicę.